# シュプリーム (ブランド)
シュプリーム（英語: Supreme）は、アメリカ合衆国のスケートボードショップおよびファッションブランド。ニューヨークで1994年に創業し、スケートボード文化やヒップホップに影響を受けたアイテムで知られる。アメリカ国内ではブルックリン、ロサンゼルスにも店舗を展開している。
ブランドのトレードマークである赤地にFutura書体の白い文字というボックスロゴは、アメリカの現代アーティストバーバラ・クルーガーの作品からインスパイアされたものである。

## 歴史
1994年にニューヨーク出身のイギリス人であるジェームス・ジェビア（James Jebbia）によって設立されたブランド。
1994年4月、ラファイエット・ストリートの古いオフィススペースにシュプリームの1号店がオープンした。スケーターを意識してデザインされた店舗レイアウトは、店舗の外周に洋服を配置することで、中央に広いスペースを確保し、バックパックを持ったスケーターが店内に入っても違和感なくスケートができるようになっている。この店には、1994年にチームを務めたスケーターが中心となっており、その中には俳優のジャスティン・ピアースやハロルド・ハンターが含まれており、最初の従業員はラリー・クラークの映画『キッズ』のエキストラだった。当初はスケーター・ブランドのセレクトショップであったが、ジェビアがデザインしたオリジナルのTシャツが人気を博すようになった。
同年、ケイト・モスをモデルに起用したカルバン・クラインのモノクロ広告にSupremeロゴステッカーを貼るプロモーションで知名度を上げた。
2004年には、カリフォルニア州ロサンゼルスのノース・フェアファックス・アベニューに2店舗目をオープンした。この店舗は、ニューヨークのオリジナル店舗の約2倍の大きさで、屋内スケートボウルを備えている。その他、2016年にオープンしたパリ、2011年9月にオープンしたロンドン、東京（原宿・代官山・渋谷）、名古屋、大阪、福岡などの店舗がある。ラファイエット・ストリート店のデザインを模した店舗では、回転式のアートディスプレイが特徴で、ビデオや音楽を使って注目を集めている。
シュプリームは、自社のウェアレーベルをはじめ、Vans、Nike SB、Spitfire、Thrasher、Girl Distribution Companyなどのスケートボードブランドをストックしている。ジェームス・ジェビアは、Supremeがリリースするものは「限定品」に分類されることはないと述べているが、「誰も欲しがらないものに手を出したくない」という理由で製品の小ロット生産を行っていると指摘している。
2017年10月、シュプリームはニューヨークで11店舗目、ブルックリンのウィリアムズバーグ地区に2号店をオープンした。2017年10月6日、ジェームス・ジェビアは、同レーベルがプライベート・エクイティ企業のザ・カーライル・グループに約50％（約5億ドル）の株式を売却したことを確認した。2019年2月25日、Supremeは元のマンハッタンの場所を274 Lafayette Streetから190 Boweryに移転した。
2019年10月、サンフランシスコのマーケットストリートにシュプリームは12号店をオープンした。
2020年11月、VansやTHE NORTH FACEなどを傘下に置くアメリカのアパレル企業VFコーポレーションが、シュプリームを21億米ドル、全額現金取引で買収することで合意したと発表、12月28日に買収を完了した。
2024年7月17日、レイバンなどのブランドを持つフランスの眼鏡大手エシロール・ルックスオティカが、シュプリームをVFコーポレーションから現金15億ドルで買収すると発表した。

## 商標
シュプリームは、北米、ヨーロッパ、アジアを含む多くの国で商標を取得している。
商標問題として単純なコピー商品のほか、商標制度の穴を突いたいわゆる「リーガルフェイク（合法的な偽物）」の「Supreme Italia」の問題があった。Supreme Italiaは2015年11月にSupremeの商標をイタリアで出願。ブランドはイギリスの企業International Brand Firm（IBF）が管理していた。以後本家のシュプリームとは無関係に「シュプリーム」のアイテムを販売。2017年に本家シュプリームの当時の親会社Chapter 4はSupreme Italiaを訴え、2017年4月にミラノの裁判所は商品の販売を差し止める判決を下す。
一方、2018年に同様に訴訟となったスペインではIBFの「Supreme Spain」の商標が認められ、また2018年5月には欧州連合知的財産庁が、「シュプリーム」は一般消費者にとって「最高の品質」を意味する言葉であり独自性を欠くとして本家シュプリームの商標登録を拒否した。Supreme Italiaはイタリア、スペイン、中国などで本家「シュプリーム」とは無関係に「シュプリーム」のアイテムを販売した。2018年12月にはサムスンが中国での製品発表会においてSupremeとのコラボレーションを発表したが、相手が「Supreme Italia」だったことが発覚し、その後業務提携を解除するという事態も起きた。
その後、2020年8月、シュプリームは欧州連合知的財産局から欧州連合全体の商標を取得し、欧州連合加盟27カ国すべてでの商標の独占的な権利と所有権を与えられた。2020年にSupremeは中国での商標を取得した。
2021年、ロンドンの裁判所はSupreme Italiaを運営するIBFにSupremeに対する損害賠償金支払いを、またIBFの経営者親子に実刑判決を言い渡したと報じられている。

## マーケティング

### コラボレーション
他ブランドやアーティストとのコラボレーションをよく行うことで知られている。コラボレーションしたブランドはナイキ、エア・ジョーダン、コム・デ・ギャルソン、ザ・ノース・フェイス、ティンバーランド、リーバイス、ルイ・ヴィトン、ア・ベイシング・エイプ、ヒステリック・グラマー、アンダーカバーなどが挙げられる。スケートボードのアートワークを提供したアーティストとして、ハーモニー・コリン、H・R・ギーガー、デビッド・リンチ、マウリッツ・エッシャー、ラリー・クラーク、ダミアン・ハーストなどの名前が挙がっている。

### 海外展開
イギリスのロンドン、フランスのパリに直営店がある。日本では東京に3店舗（原宿、代官山、渋谷）、名古屋、大阪、福岡に各1店舗と計6店舗が存在している。イタリアのミラノ、ドイツのベルリン、中国の上海にも店舗がある。

### オンライン
公式オンラインストアを展開している。人気アイテムのリリースの際には、リリース時刻に全世界から数億アクセスがあるといわれており、botによる決済や、手動購入による攻略法が多数行われている。

## その他
前述の商標問題のほか、日本の支店にて一部の客が店側とトラブルになり、制止した警備員が暴行被害を受ける事件が発生している。